# Indazool
Indazool is een heterocyclische organische verbinding met als brutoformule C7H6N2. De structuur bestaat uit een benzeenring die gefuseerd is met een pyrazoolring. Indazool wordt gebruikt als kleurstof.